# مار شیری
مار شیری (نام علمی: Lampropeltis triangulum) که معمولا میلک اسنیک خوانده میشود گونه ای از شاه مار ها است. در حال حاضر 24 زیر گونه از آنها شناخته شده اند‌، که همه ی آنها بی‌خطر و بدون سم هستند.

## محل زندگی
این مارها در بخش های مختلفی از کانادا و آمریکا زندگی میکنند

## زیستگاه
به طور معمول، میلک اسنیک ها در مناطق جنگلی زندگی می کنند. با این حال در باتلاق ها، دشت ها، زمین های کشاورزی، دامنه های صخره ای ، تپه های شنی ، و سواحل نیز یافت می‌شوند.
در برخی مواقع این مار ها نسبت به شرایط فصلی مهاجرت میکنند، در طول زمستان آنها به زیستگاه های بالاتر و خشک تر برای خواب زمستانی نقل مکان می کنند. مارهای شیری از اکتبر یا نوامبر تا اواسط آوریل وارد خواب زمستانی میشوند.

## ویژگی ها
در بین زیر گونه های میلک اسنیک از نظر رنگ و اندازه تفاوت زیادی وجود دارد، بسته به زیرگونه، آنها می توانند به اندازه 14 اینچ (36 سانتی متر) یا 72 اینچ (183 سانتی متر) طول داشته باشند.
 جنس بالغ آن در طبیعت میانگین وزنی از 38 تا 225 گرم (1.3 تا 7.9 اونس) دارد.
میلک اسنیک ها دارای فلس های صاف و براق هستند و الگوی رنگی معمولی آنها نوارهای متناوب قرمز-سیاه-زرد یا سفید-سیاه-قرمز است.
این مار ها 100% غیر مضر بوده و هیچگونه نیش یا کیسه زهری ندارند. اما ممکن است با دندان به انسان آسیب بزنند.

## رفتار و اخلاق
این مار ها معمولاً شبگرد هستند، مخصوصا در ماه های تابستان.
میلک اسنیک ها برای شکار برروی زمین استتار می‌کنند. همچنین قادر به شنا و بالا رفتن از سطوح شیب دار نیز هستند.
زمانی که یک میلک اسنیک احساس خطر میکند در مرحله ی اول سعی میکند که فرار کند، اگر تهدید جدی تر شود دم خود را به نشانه ی تهدید تکان میدهد و بعد سعی میکند که حمله کند.(آنها کاملا بی‌خطر هستند اما ممکن است با دندان های غیر زهری خود به شما آسیب سطحی بزنند)

## تولید مثل
این مار ها تخم گذار هستند و در هر دوره ی تولید مثل حدود ۱۰ تخم می‌گذارند.(این تعداد متغیر است)
تخم ها بیضی شکل و سفید رنگ هستند. طول تخم ها از 2.5 تا 4.2 سانتی متر (1 تا 1.7 اینچ) متغیر است.این تخم ها بعد از حدود دو ماه باز می‌شوند.
 میلک اسنیک ها معمولاً حدود 12 سال به صورت طبیعی و یا تا 21 سال در اسارت زندگی می کنند. آنها در عرض سه یا چهار سال به بلوغ می رسند.

## به عنوان حیوان خانگی
این مار ها به علت رفتار غیر تهاجمی و دوستانه با انسان(در اسارت) حیوانات خانگی محبوبی هستند.